# Орест (кефалија)
Орест (умро после 1366.) је био серски кефалија током владавине царице Јелене и деспота Јована Угљеше. 

## Биографија
Орест је један у низу велможа који су обављали функцију серског кефалије. Након одласка са те функције обављао је службу једног од двојице васељенских судија. Ова установа је у Серску област уведена током Јеленине владавине по узору на Византијско царство. Васељенске судије у Царству увео је цар Андроник 1328. године. Као васељенски судија, Орест се јавља августа 1365. године. Годину дана касније, октобра 1366. године, Орест је, заједно са Димитријем Евдемонојоаном, поново обављао функцију васељенског судије приликом рада суда Серске митрополије. Орест је остао упамћен и као градитељ куле на серској тврђави, о чему сведочи и натпис на самој кули, узидан од цигала. Последњи пут се Орест у изворима помиње 1366. године. 